# Cerro La Torre
El Cerro La Torre (8°47′01″N 71°04′29″O / 8.7836, -71.0748) es un prominente pico de montaña ubicado en el páramo de Tucaní de la Sierra La Culata, en el Estado Mérida. A una altitud de 4.202 m s. n. m. el Cerro La Torre es una de las montaña más alta en Venezuela.